# Скобля, Алексей Николаевич
Алексей Николаевич Скобля (белор. Аляксей Мікалаевіч Скобля; укр. Олексій Миколайович Скобля; прозвище — Тур, Бизон; 14 марта 1990, Минск, БССР, СССР — 13 марта 2022, Мощун, Киевская область, Украина) — старший сержант Сил специальных операций Украины, участник вооружённого конфликта на востоке Украины, белорусский боец-доброволец.  Погиб, защищая Киев во время вторжения России на Украину в 2022 году. Посмертно присвоено звание Герой Украины.

## Биография
Родился 14 марта 1990 года в Минске. Мать была воспитательницей в детском саду, отец — водителем автобуса.
После девятого класса поступил в Минский автомеханический колледж. Принимал участие в одном из белорусских протестов 2011 года, в связи с чем был подвергнут административному аресту и штрафу.
В 2015 году начал службу в Вооружённых силах Украины. Принимал участие в вооружённом конфликте в Донбассе. С 2016 по 2022 годы служил в Силах специальных операций Украины по контракту.
13 марта 2022 года на подступах к Киеву его подразделение попало в засаду российских войск, где Алексей был смертельно ранен. За неделю до своей смерти он спас десять раненых соратников, используя свои профессиональные медицинские навыки.

## Награды
- Орден «За мужество» III степени (2019) — за личное мужество и самоотверженные действия, проявленные в защите государственного суверенитета и территориальной целостности Украины, верность военной присяге.
- Орден «За мужество» II степени (2022, посмертно) — за личное мужество и самоотверженные действия, проявленные в защите государственного суверенитета и территориальной целостности Украины, верность военной присяге.
- Звание «Герой Украины» с вручением ордена «Золотая Звезда» (2022, посмертно) — за личное мужество и героизм, проявленные в защите государственного суверенитета и территориальной целостности Украины, верность военной присяге[2][3].
- Медаль ордена Погони[бел.] (2022, посмертно, Рада Белорусской народной республики)[8].